# Čistec vlnatý
Čistec vlnatý (Stachys byzantina) je vyšší vytrvalá bylina z čeledi hluchavkovitých.

## Synonyma
Synonymum pro druh označovaný Stachys byzantina je Stachys lanata a Stachys olympica. EPPO kód je STABY. České odborné synonymum pro druh čistec vlnatý je čistec byzantský. Lidové názvy oslí ucho nebo beránčí ucho (viz. i angl. Lamb ears) narážejí na šedé, měkce plstnaté listy léto rostliny.

## Popis
Čistec vlnatý tvoří trsy nebo souvislé porosty. Lodyha je přímá, čtverhranná a stejně jako přisedlé křižmostojné listy pokrytá hustými, stříbřitými, plstnatými chlupy. Květy jsou uspořádány v hustých lichopřeslenech, jejich koruny jsou dvoupyské, růžovofialové. Kvete v červnu až srpnu, množí se semeny, oddělky nebo řízky.

## Původ a rozšíření
Je původní v Malé Asii. Pěstuje se hojně jako okrasná rostlina i v ČR, a to v několika odrůdách. Je druhem používaným do skupin, skalek, suchých zídek a záhonů. Snese přísušky. Preferuje slunečné polohy a propustné půdy.